# Jambeiro (ort)
Jambeiro är en ort i Brasilien.   Den ligger i kommunen Jambeiro och delstaten São Paulo, i den sydöstra delen av landet, 900 km söder om huvudstaden Brasília. Jambeiro ligger 702 meter över havet och antalet invånare är 5 350.
Terrängen runt Jambeiro är kuperad åt nordost, men åt sydväst är den platt. Närmaste större samhälle är Caçapava, 17,1 km norr om Jambeiro.
I omgivningarna runt Jambeiro växer i huvudsak städsegrön lövskog. Runt Jambeiro är det ganska glesbefolkat, med 22 invånare per kvadratkilometer.